# 張江高科駅
張江高科駅（ちょうこうこうか-えき、中文表記: 张江高科站、英文表記: Zhangjiang Hi-Tech Park Station）は、中華人民共和国上海市浦東新区に位置する、上海軌道交通2号線の駅である。なお、張江高科駅前にある張江有軌電車の張江地鉄駅駅（※運行停止中）についてもここで述べる。

## 利用可能な鉄道路線
上海軌道交通
■2号線
上海浦東現代有軌交通有限公司（※運行停止中）
■張江有軌電車

## 沿革

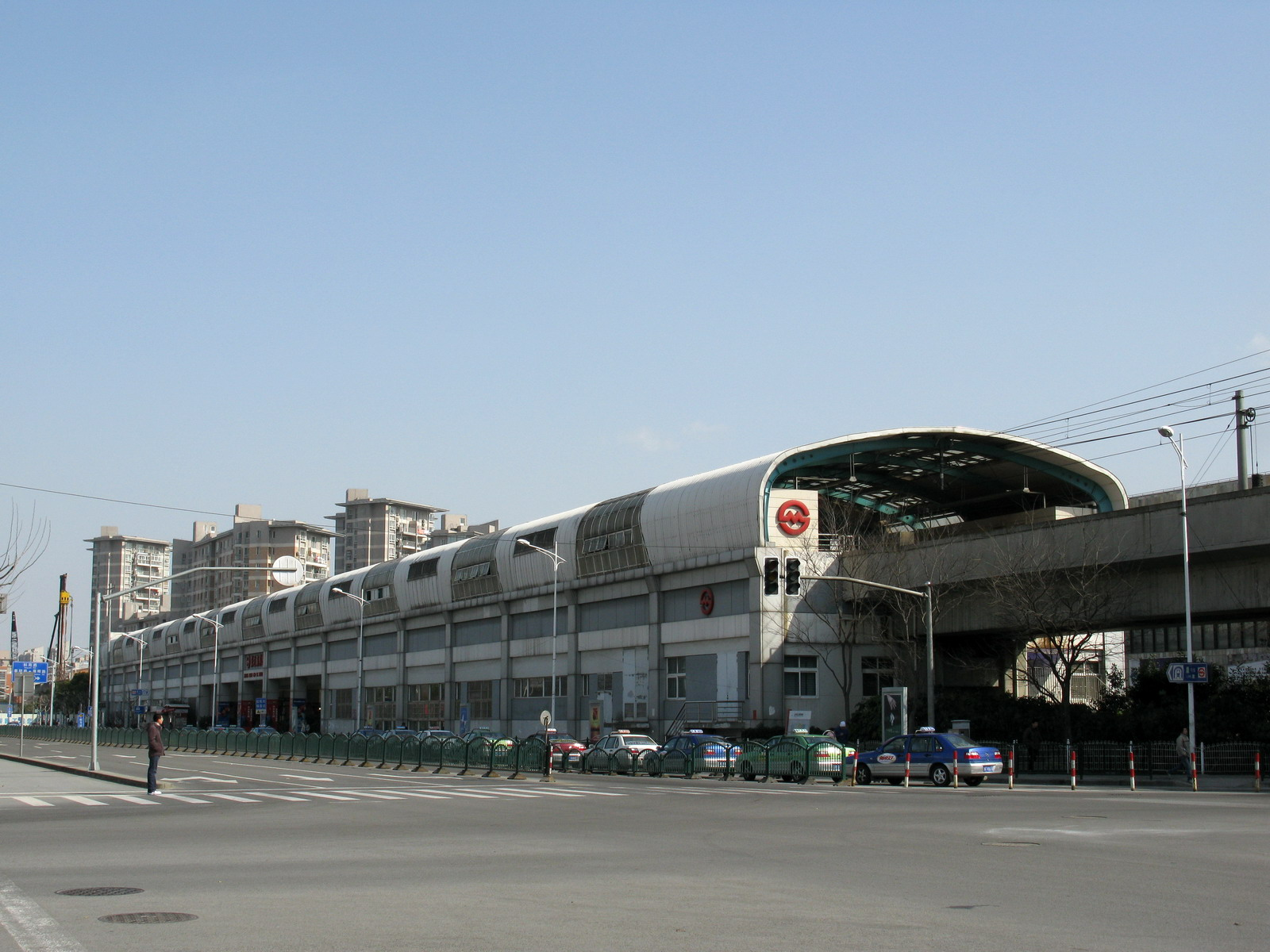
高架駅時代の姿

- 2000年12月27日 - 2号線の駅が高架駅として開業。
- 2010年
  - 1月1日 - 張江有軌電車の開業に伴い、張江地鉄駅駅（停留所）を設置。
  - 2月13日 - 駅地下化に伴い高架駅の運用停止。
  - 2月24日 - 10日間の閉鎖を経て地下新駅の開業。
- 2017年2月9日 - リニューアル工事を経て再開業。乗降客の増加に対応し、ホームへのエレベーター、エスカレーターを増設、券売機エリアを拡張した[1]。
- 2023年6月1日 - 張江有軌電車の運行が停止される。[2]

## 駅構造

### 上海軌道交通
島式ホーム1面2線を有する地下駅。（浦東国際空港方面への延伸に伴い、2010年2月24日より）
2010年2月13日までは、相対式ホーム2面2線を有する高架駅であった。さらに東への延伸の決定と、延伸ルートの都合により、僅か9年余りで高架駅は放棄されることになったが、高架駅や高架線は残存し上海軌道交通の訓練基地として運用されている。なお、新地下駅は旧高架駅よりも1ブロック東に移動したが、バスターミナルや張江軌道電車の乗り場は旧駅の脇にあるため、新駅からは必ず横断歩道を通らなければならない。

### 張江有軌電車
旧高架駅の南側にある相対式ホームの停留所。日中は基本的に旧高架駅に近い方のホームに入線する。

## 駅周辺
上海浦東新区張江高科技園区（上海張江ハイテクパーク）に位置し駅周辺には外資を含むハイテク企業の研究所や生産拠点がある。
- 中国科学院上海薬物研究所（中国語版）
- 上海伝奇商業広場
- 張江技術公園
- 華東師範大学第二附属中学
- 上海外国語大学附属浦東外国語学校
- 上海中医薬大学
- 復旦大学

## 隣の駅
上海軌道交通
■2号線
龍陽路駅 - 張江高科駅 - 金科路駅
上海浦東現代有軌交通有限公司
■張江有軌電車（※運行停止中）
張江地鉄站駅 - 碧波路・高科路駅